# Список астероїдів (701—800)
| Назва                         | Тимчасове позначення | Дата відкриття    | Місце відкриття                            | Відкривач               |
| ----------------------------- | -------------------- | ----------------- | ------------------------------------------ | ----------------------- |
| 701 Оріола (Oriola)           | 1910 KN              | 12 липня 1910     | Обсерваторія Гейдельберг-Кеніґштуль        | Джозеф Гелффріх         |
| 702 Алауда (Alauda)           | 1910 KQ              | 16 липня 1910     | Обсерваторія Гейдельберг-Кеніґштуль        | Джозеф Гелффріх         |
| 703 Ноемі (Noemi)             | 1910 KT              | 3 жовтня 1910     | Відень                                     | Йоганн Паліза           |
| 704 Інтерамнія (Interamnia)   | 1910 KU              | 2 жовтня 1910     | Терамо                                     | Вінченцо Церуллі        |
| 705 Ермінія (Erminia)         | 1910 KV              | 6 жовтня 1910     | Обсерваторія Гейдельберг-Кеніґштуль        | Еміль Ернст             |
| 706 Гірундо (Hirundo)         | 1910 KX              | 9 жовтня 1910     | Обсерваторія Гейдельберг-Кеніґштуль        | Джозеф Гелффріх         |
| 707 Штайна (Steina)           | 1910 LD              | 22 грудня 1910    | Обсерваторія Гейдельберг-Кеніґштуль        | Макс Вольф              |
| 708 Рафаела (Raphaela)        | 1911 LJ              | 3 лютого 1911     | Обсерваторія Гейдельберг-Кеніґштуль        | Джозеф Гелффріх         |
| 709 Фрінілла (Fringilla)      | 1911 LK              | 3 лютого 1911     | Обсерваторія Гейдельберг-Кеніґштуль        | Джозеф Гелффріх         |
| 710 Gertrud                   | 1911 LM              | 28 лютого 1911    | Відень                                     | Йоганн Паліза           |
| 711 Marmulla                  | 1911 LN              | 1 березня 1911    | Відень                                     | Йоганн Паліза           |
| 712 Болівіяна (Boliviana)     | 1911 LO              | 19 березня 1911   | Обсерваторія Гейдельберг-Кеніґштуль        | Макс Вольф              |
| 713 Луцинія (Luscinia)        | 1911 LS              | 18 квітня 1911    | Обсерваторія Гейдельберг-Кеніґштуль        | Джозеф Гелффріх         |
| 714 Улула (Ulula)             | 1911 LW              | 18 травня 1911    | Обсерваторія Гейдельберг-Кеніґштуль        | Джозеф Гелффріх         |
| 715 Трансваалія (Transvaalia) | 1911 LX              | 22 квітня 1911    | Республіканська обсерваторія Йоганнесбурга | Гарі Едвін Вуд          |
| 716 Берклі (Berkeley)         | 1911 MD              | 30 липня 1911     | Відень                                     | Йоганн Паліза           |
| 717 Вісібада (Wisibada)       | 1911 MJ              | 26 серпня 1911    | Обсерваторія Гейдельберг-Кеніґштуль        | Франц Кайзер            |
| 718 Ерида (Erida)             | 1911 MS              | 29 вересня 1911   | Відень                                     | Йоганн Паліза           |
| 719 Альберт (Albert)          | 1911 MT              | 3 жовтня 1911     | Відень                                     | Йоганн Паліза           |
| 720 Болінія (Bohlinia)        | 1911 MW              | 18 жовтня 1911    | Обсерваторія Гейдельберг-Кеніґштуль        | Франц Кайзер            |
| 721 Табора (Tabora)           | 1911 MZ              | 18 жовтня 1911    | Обсерваторія Гейдельберг-Кеніґштуль        | Франц Кайзер            |
| 722 Фріда (Frieda)            | 1911 NA              | 18 жовтня 1911    | Відень                                     | Йоганн Паліза           |
| 723 Гаммонія (Hammonia)       | 1911 NB              | 21 жовтня 1911    | Відень                                     | Йоганн Паліза           |
| 724 Хапаг (Hapag)             | 1911 NC              | 21 жовтня 1911    | Відень                                     | Йоганн Паліза           |
| 725 Аманда (Amanda)           | 1911 ND              | 21 жовтня 1911    | Відень                                     | Йоганн Паліза           |
| 726 Джоелла (Joella)          | 1911 NM              | 22 листопада 1911 | Вінчестер                                  | Джоел Меткалф           |
| 727 Ніппонія (Nipponia)       | 1912 NT              | 11 лютого 1912    | Обсерваторія Гейдельберг-Кеніґштуль        | А. Массінґер            |
| 728 Leonisis                  | 1912 NU              | 16 лютого 1912    | Відень                                     | Йоганн Паліза           |
| 729 Вотсонія (Watsonia)       | 1912 OD              | 9 лютого 1912     | Вінчестер                                  | Джоел Меткалф           |
| 730 Атаназія (Athanasia)      | 1912 OK              | 10 квітня 1912    | Відень                                     | Йоганн Паліза           |
| 731 Сорґа (Sorga)             | 1912 OQ              | 15 квітня 1912    | Обсерваторія Гейдельберг-Кеніґштуль        | А. Массінґер            |
| 732 Tjilaki                   | 1912 OR              | 15 квітня 1912    | Обсерваторія Гейдельберг-Кеніґштуль        | А. Массінґер            |
| 733 Мокія (Mocia)             | 1912 PF              | 16 вересня 1912   | Обсерваторія Гейдельберг-Кеніґштуль        | Макс Вольф              |
| 734 Бенда (Benda)             | 1912 PH              | 11 жовтня 1912    | Відень                                     | Йоганн Паліза           |
| 735 Марґанна (Marghanna)      | 1912 PY              | 9 грудня 1912     | Обсерваторія Гейдельберг-Кеніґштуль        | Генріх Воґт             |
| 736 Гарвард (Harvard)         | 1912 PZ              | 16 листопада 1912 | Вінчестер                                  | Джоел Меткалф           |
| 737 Арекіпа (Arequipa)        | 1912 QB              | 7 грудня 1912     | Вінчестер                                  | Джоел Меткалф           |
| 738 Алаґаста (Alagasta)       | 1913 QO              | 7 січня 1913      | Обсерваторія Гейдельберг-Кеніґштуль        | Франц Кайзер            |
| 739 Мандевіль (Mandeville)    | 1913 QR              | 7 лютого 1913     | Вінчестер                                  | Джоел Меткалф           |
| 740 Кантабія (Cantabia)       | 1913 QS              | 10 лютого 1913    | Вінчестер                                  | Джоел Меткалф           |
| 741 Ботольфія (Botolphia)     | 1913 QT              | 10 лютого 1913    | Вінчестер                                  | Джоел Меткалф           |
| 742 Едісона (Edisona)         | 1913 QU              | 23 лютого 1913    | Обсерваторія Гейдельберг-Кеніґштуль        | Франц Кайзер            |
| 743 Еегенізіс (Eugenisis)     | 1913 QV              | 25 лютого 1913    | Обсерваторія Гейдельберг-Кеніґштуль        | Франц Кайзер            |
| 744 Аґунтіна (Aguntina)       | 1913 QW              | 26 лютого 1913    | Відень                                     | Й. Реден                |
| 745 Мауритія (Mauritia)       | 1913 QX              | 1 березня 1913    | Обсерваторія Гейдельберг-Кеніґштуль        | Франц Кайзер            |
| 746 Марлу (Marlu)             | 1913 QY              | 1 березня 1913    | Обсерваторія Гейдельберг-Кеніґштуль        | Франц Кайзер            |
| 747 Вінчестер (Winchester)    | 1913 QZ              | 7 березня 1913    | Вінчестер                                  | Дж. Г. Меткалф          |
| 748 Сімеїза (Simeisa)         | 1913 RD              | 14 березня 1913   | Сімеїз                                     | Григорій Неуймін        |
| 749 Мальцовія (Malzovia)      | 1913 RF              | 5 квітня 1913     | Сімеїз                                     | Сергій Бєлявський       |
| 750 Оскар (Oskar)             | 1913 RG              | 28 квітня 1913    | Відень                                     | Йоганн Паліза           |
| 751 Фаїна (Faina)             | 1913 RK              | 28 квітня 1913    | Сімеїз                                     | Григорій Неуймін        |
| 752 Суламітіс (Sulamitis)     | 1913 RL              | 30 квітня 1913    | Сімеїз                                     | Григорій Неуймін        |
| 753 Тифліс (Tiflis)           | 1913 RM              | 30 квітня 1913    | Сімеїз                                     | Григорій Неуймін        |
| 754 Малабар (Malabar)         | 1906 UT              | 22 серпня 1906    | Обсерваторія Гейдельберг-Кеніґштуль        | Август Копф             |
| 755 Кентілла (Quintilla)      | 1908 CZ              | 6 квітня 1908     | Тонтен                                     | Джоел Меткалф           |
| 756 Ліліана (Lilliana)        | 1908 DC              | 26 квітня 1908    | Тонтен                                     | Джоел Меткалф           |
| 757 Портляндія (Portlandia)   | 1908 EJ              | 30 вересня 1908   | Тонтен                                     | Джоел Меткалф           |
| 758 Манкунія (Mancunia)       | 1912 PE              | 18 травня 1912    | Республіканська обсерваторія Йоганнесбурга | Гарі Едвін Вуд          |
| 759 Вініфера (Vinifera)       | 1913 SJ              | 26 серпня 1913    | Обсерваторія Гейдельберг-Кеніґштуль        | Франц Кайзер            |
| 760 Массінґа (Massinga)       | 1913 SL              | 28 серпня 1913    | Обсерваторія Гейдельберг-Кеніґштуль        | Франц Кайзер            |
| 761 Бренделія (Brendelia)     | 1913 SO              | 8 вересня 1913    | Обсерваторія Гейдельберг-Кеніґштуль        | Франц Кайзер            |
| 762 Пулкова (Pulcova)         | 1913 SQ              | 3 вересня 1913    | Сімеїз                                     | Григорій Неуймін        |
| 763 Cupido                    | 1913 ST              | 25 вересня 1913   | Обсерваторія Гейдельберг-Кеніґштуль        | Франц Кайзер            |
| 764 Ґеданія (Gedania)         | 1913 SU              | 26 вересня 1913   | Обсерваторія Гейдельберг-Кеніґштуль        | Франц Кайзер            |
| 765 Маттіака (Mattiaca)       | 1913 SV              | 26 вересня 1913   | Обсерваторія Гейдельберг-Кеніґштуль        | Франц Кайзер            |
| 766 Моґунтія (Moguntia)       | 1913 SW              | 29 вересня 1913   | Обсерваторія Гейдельберг-Кеніґштуль        | Франц Кайзер            |
| 767 Bondia                    | 1913 SX              | 23 вересня 1913   | Вінчестер                                  | Джоел Меткалф           |
| 768 Струвеана (Struveana)     | 1913 SZ              | 4 жовтня 1913     | Сімеїз                                     | Григорій Неуймін        |
| 769 Тетяна (Tatjana)          | 1913 TA              | 6 жовтня 1913     | Сімеїз                                     | Григорій Неуймін        |
| 770 Балі (Bali)               | 1913 TE              | 31 жовтня 1913    | Обсерваторія Гейдельберг-Кеніґштуль        | А. Массінґер            |
| 771 Лібера (Libera)           | 1913 TO              | 21 листопада 1913 | Відень                                     | Й. Реден                |
| 772 Танете (Tanete)           | 1913 TR              | 19 грудня 1913    | Обсерваторія Гейдельберг-Кеніґштуль        | А. Массінґер            |
| 773 Ірмінтрауд (Irmintraud)   | 1913 TV              | 22 грудня 1913    | Обсерваторія Гейдельберг-Кеніґштуль        | Франц Кайзер            |
| 774 Армор (Armor)             | 1913 TW              | 19 грудня 1913    | Париж                                      | С. ле Морван            |
| 775 Люм'єр (Lumiere)          | 1914 TX              | 6 січня 1914      | Обсерваторія Ніцци                         | Джоанні-Філіппе Лаґрула |
| 776 Берберісія (Berbericia)   | 1914 TY              | 24 січня 1914     | Обсерваторія Гейдельберг-Кеніґштуль        | А. Массінґер            |
| 777 Гутемберга (Gutemberga)   | 1914 TZ              | 24 січня 1914     | Обсерваторія Гейдельберг-Кеніґштуль        | Франц Кайзер            |
| 778 Теобальда (Theobalda)     | 1914 UA              | 25 січня 1914     | Обсерваторія Гейдельберг-Кеніґштуль        | Франц Кайзер            |
| 779 Ніна (Nina)               | 1914 UB              | 25 січня 1914     | Сімеїз                                     | Григорій Неуймін        |
| 780 Арменія (Armenia)         | 1914 UC              | 25 січня 1914     | Сімеїз                                     | Григорій Неуймін        |
| 781 Картвелія (Kartvelia)     | 1914 UF              | 25 січня 1914     | Сімеїз                                     | Григорій Неуймін        |
| 782 Монтефіоре (Montefiore)   | 1914 UK              | 18 березня 1914   | Відень                                     | Йоганн Паліза           |
| 783 Нора (Nora)               | 1914 UL              | 18 березня 1914   | Відень                                     | Йоганн Паліза           |
| 784 Пікерінгія (Pickeringia)  | 1914 UM              | 20 березня 1914   | Вінчестер                                  | Джоел Меткалф           |
| 785 Цвєтана (Zwetana)         | 1914 UN              | 30 березня 1914   | Обсерваторія Гейдельберг-Кеніґштуль        | А. Массінґер            |
| 786 Бредічіна (Bredichina)    | 1914 UO              | 20 квітня 1914    | Обсерваторія Гейдельберг-Кеніґштуль        | Франц Кайзер            |
| 787 Москва (Moskva)           | 1914 UQ              | 20 квітня 1914    | Сімеїз                                     | Неуймін Г. М.           |
| 788 Гогенштейна (Hohensteina) | 1914 UR              | 28 квітня 1914    | Обсерваторія Гейдельберг-Кеніґштуль        | Франц Кайзер            |
| 789 Лена (Lena)               | 1914 UU              | 24 червня 1914    | Сімеїз                                     | Григорій Неуймін        |
| 790 Преторія (Pretoria)       | 1912 NW              | 16 січня 1912     | Республіканська обсерваторія Йоганнесбурга | Гарі Едвін Вуд          |
| 791 Ані (Ani)                 | 1914 UV              | 29 червня 1914    | Сімеїз                                     | Григорій Неуймін        |
| 792 Меткалфія (Metcalfia)     | 1907 ZC              | 20 березня 1907   | Тонтен                                     | Джоел Меткалф           |
| 793 Аризона (Arizona)         | 1907 ZD              | 9 квітня 1907     | Ловеллівська обсерваторія                  | Персіваль Ловелл        |
| 794 Іренея (Irenaea)          | 1914 VB              | 27 серпня 1914    | Відень                                     | Йоганн Паліза           |
| 795 Фіні (Fini)               | 1914 VE              | 26 вересня 1914   | Відень                                     | Йоганн Паліза           |
| 796 Саріта (Sarita)           | 1914 VH              | 15 жовтня 1914    | Обсерваторія Гейдельберг-Кеніґштуль        | К. В. Райнмут           |
| 797 Монтана (Montana)         | 1914 VR              | 17 листопада 1914 | Гамбурзька обсерваторія                    | Гольґер Тіле            |
| 798 Рут (Ruth)                | 1914 VT              | 21 листопада 1914 | Обсерваторія Гейдельберг-Кеніґштуль        | Макс Вольф              |
| 799 Ґудула (Gudula)           | 1915 WO              | 9 березня 1915    | Обсерваторія Гейдельберг-Кеніґштуль        | К. В. Райнмут           |
| 800 Kressmannia               | 1915 WP              | 20 березня 1915   | Обсерваторія Гейдельберг-Кеніґштуль        | Макс Вольф              |

| Астероїди 1—10000 → |           |           |           |           |           |           |           |           |            |
| 1—100               | 1001—1100 | 2001—2100 | 3001—3100 | 4001—4100 | 5001—5100 | 6001—6100 | 7001—7100 | 8001—8100 | 9001—9100  |
| 101—200             | 1101—1200 | 2101—2200 | 3101—3200 | 4101—4200 | 5101—5200 | 6101—6200 | 7101—7200 | 8101—8200 | 9101—9200  |
| 201—300             | 1201—1300 | 2201—2300 | 3201—3300 | 4201—4300 | 5201—5300 | 6201—6300 | 7201—7300 | 8201—8300 | 9201—9300  |
| 301—400             | 1301—1400 | 2301—2400 | 3301—3400 | 4301—4400 | 5301—5400 | 6301—6400 | 7301—7400 | 8301—8400 | 9301—9400  |
| 401—500             | 1401—1500 | 2401—2500 | 3401—3500 | 4401—4500 | 5401—5500 | 6401—6500 | 7401—7500 | 8401—8500 | 9401—9500  |
| 501—600             | 1501—1600 | 2501—2600 | 3501—3600 | 4501—4600 | 5501—5600 | 6501—6600 | 7501—7600 | 8501—8600 | 9501—9600  |
| 601—700             | 1601—1700 | 2601—2700 | 3601—3700 | 4601—4700 | 5601—5700 | 6601—6700 | 7601—7700 | 8601—8700 | 9601—9700  |
| 701—800             | 1701—1800 | 2701—2800 | 3701—3800 | 4701—4800 | 5701—5800 | 6701—6800 | 7701—7800 | 8701—8800 | 9701—9800  |
| 801—900             | 1801—1900 | 2801—2900 | 3801—3900 | 4801—4900 | 5801—5900 | 6801—6900 | 7801—7900 | 8801—8900 | 9801—9900  |
| 901—1000            | 1901—2000 | 2901—3000 | 3901—4000 | 4901—5000 | 5901—6000 | 6901—7000 | 7901—8000 | 8901—9000 | 9901—10000 |